# Luciano Glori
Luciano Glori, pseudonimo di Luciano Acampora (Napoli, 17 aprile 1930 – Napoli, 12 novembre 2000), è stato un cantante italiano.

## Biografia
Luciano Glori, per l'anagrafe Luciano Acampora, nasce a Napoli il 17 aprile del 1930. Nel 1953 dà inizio alla sua carriera artistica, esordendo a Radio Napoli con l'orchestra di Luigi Vinci. Nel 1954 comincia a incidere i primi dischi per la casa discografica Cetra, con l'orchestra Anepeta e Vinci. Nel 1955 partecipa alla Festa della canzone organizzata dall'ENAL. Nello stesso anno prende parte al Festival Salernitano della Canzone. Sempre nel 1955, partecipa al primo Festival di Capri, insieme ad altri cantanti, tra cui Nilla Pizzi e Amedeo Pariante.
Nel 1956 cambia etichetta discografica passando alla Vis Radio di Aldo Scoppa e partecipa alla rivista di Ettore De Mura Napoli yes, con Gabriele Vanorio, Elsa Fiore e Nunzio Gallo. Nello stesso anno partecipa alla Settimana motonautica, gara canora organizzata dal quotidiano Il Mattino, dove interpreta con grande successo Serenatella a 'na cumpagna 'e scola e, nello stesso anno, partecipa alla Festa della canzone dell'ENAL e al Festival di Capri, piazzandosi al secondo posto con 'O sciopero d' 'e sirene. Nel 1957, si aggiudica il terzo posto al Festival Città di Roma, con il brano Qualcosa di me. Sempre nel 1957, prende parte alla Piedigrotta Bideri, lanciando i brani Sunnanno Napule, Vita mia e Canzone 'e Napule, brano che, interpretato in coro con Alberto Amato e Pina Lamara, ottiene un successo clamoroso. Nello stesso anno approda al Festival di Napoli, con i brani Luna parlante e M' 'e mparato a canta'. L'anno seguente, nel 1958, torna in teatro, partecipando alla rivista Anema e core, con Carol Danell, Mario Abbate, Rino Loddo e l'Orchestra Vinci e, sempre nello stesso anno, prende parte alla Piedigrotta Gesa, con Miranda Martino e Mario Abbate, e si fa onore al Festival di Velletri, interpretando Tutti gli anni a primavera, Viva le donne, Sorridimi e Canto per te appassionatamente. Nel contempo continua a cantare alla radio con le orchestre di Gino Conte e di Giuseppe Anepeta.
Nel 1960, ottiene un contratto con la RCA e torna al Festival della canzone napoletana, dove presenta Sempe tu in coppia con Achille Togliani. Nello stesso anno prende nuovamente parte alla Festa della canzone dell'ENAL, torna alla Settimana motonautica, dove propone 'Ncopp' 'a ll'onne, tratta dall'antico repertorio di Libero Bovio, e partecipa al musical Marechiaro, realizzato per le celebrazioni di Salvatore Di Giacomo, dove interpreta 'E trezze 'e Carulina. Nel 1961, ottiene un buon successo al Giugno della Canzone Napoletana, con i brani 'Nnammuratella e T'aspettavo, in abbinamento rispettivamente con Fausto Cigliano e Mario Abbate. Nello stesso anno, partecipa al Festival della Canzone Marinara, riscuotendo un grande successo con Notte foriana, ripetuta da Carol Danell, e Serenata a Taormina, doppiata da Franca Raimondi. Nella stessa rassegna (sezione dialettale), porta in finale Eu t'amu, abbinato a Luciano Rondinella. Nel 1962, è di nuovo presente alla Settimana motonautica, proponendo 'Mbraccio a te e, nel contempo, tiene una serie di concerti al teatro Apollo di Napoli.
Nella seconda metà degli anni sessanta inizia una serie di tournée in Francia, in Germania, in Medio Oriente e nell'America Latina. Rientrato in Italia, nel 1971 torna ai microfoni radiofonici per promuovere le sue ultime canzoni incise con la Zeus, ma senza grandi risultati. Decide di ritirarsi dalla scena musicale nel 1972.

## Discografia parziale

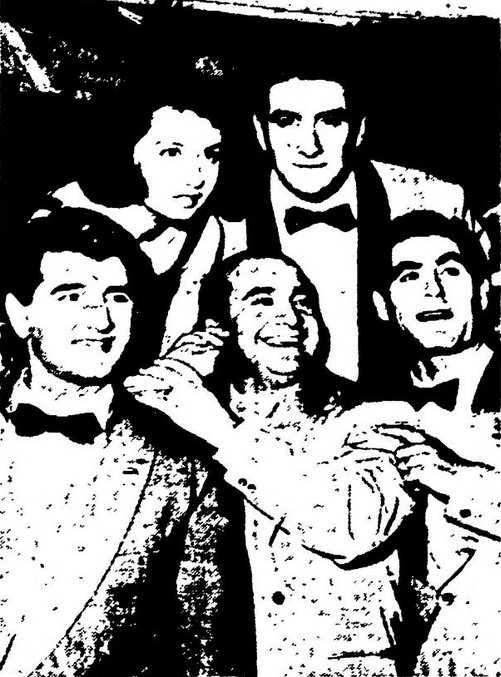
Luciano Glori assieme a Nino Nipote, Aurelio Fierro, Gabriele Vanorio e Gloria Christian, in occasione del V Festival di Napoli

### Singoli
- 1955 – Come te l'aggi'a ddi'?/'E rose chiagneno (Cetra, DC 6321; lato A canta Tullio Pane)
- 1955 – Nnammuratella mia/'E stelle 'e Napule (Cetra, DC 6322; lato A canta Tullio Pane)
- 1955 – Luna janca/'A bonanema 'e ll'ammore (Cetra, DC 6323; disco inciso con il Quintetto Partenopeo, lato A canta Nino Nipote)
- 1955 – 'A cravatta/Si nnammurata 'e te (Cetra, DC 6379)
- 1955 – Canta Pusilleco/Vecchia chitarra (Cetra, DC 6380)
- 1957 – Napule sole mio/Suonno 'e fantasia (Vis Radio, Vi MQN 36028)
- 1957 – Signorina Maria/Rondò infinito (Vis Radio, Vi MQN 36052)
- 1957 – La cosa piu' bella/Per una volta ancora (Vis Radio, Vi-5757)
- 1957 – A poco a poco/Finalmente (Vis Radio, Vi-5758)
- 1957 – Era l'epoca del "cuore"/Sorrisi e lacrime (Vis Radio, Vi-5767)
- 1957 – Venezia mia/Un filo di speranza (Vis Radio, Vi-5769)
- 1957 – Non ti ricordi più/Sono un sognatore (Vis Radio, Vi-5770)
- 1957 – Luna parlante/Bene mio (Vis Radio, Vi-5851)
- 1957 – M'ê 'mparato a cantà/Malinconico autunno (Vis Radio, Vi 5852)
- 1958 – Signorinella/Signora fortuna (Vis Radio, Vi MQN 36108)
- 1958 – Domenica è sempre domenica/Ogne notte te sonno (Vis Radio, Vi-6063)
- 1958 – Amare un'altra/Fantastica (Vis Radio, Vi-6064)
- 1958 – Timida serenata/È molto facile dirsi addio (Vis Radio, Vi-6065)
- 1961 – Sempe tu!/Un urlatore a... Napule (RCA, PM45-0145)
- 1961 – 'Nnammuratella/T'aspettavo (RCA, 45 CP 84)

### Raccolte
- 1955 – Il golfo incantato (Cetra, LPA 39; con Delfina Basso, Nino Nipote, Tullio Pane)
- 1957 – 5º Festival della Canzone Napoletana (Vis radio, ViMT 24049)
- 1958 – Gloria Christian, Claudio Terni, Luciano Glori (Vis radio, ViMT 24058; con Gloria Christian e Claudio Terni)
- 1958 – Antologia di canzoni napoletane (RCA, LCP 46)